# KRYclothing
KRYclothing (ケリークロッスィング) は東京都渋谷区に拠点を置く日本のファッションブランド。

## 事業内容
メンズ衣料、レディース衣料のトータルファッション企画・製造・輸入・販売をおこなっている。

## 取り置き商品
- XRN（小西せなプロデュース商品）
- Brittle（佐藤ららプロデュース商品）